# Neringa Regio
La Neringa Regio è una struttura geologica della superficie di Venere.